# Vittorio Prodi
Vittorio Prodi (ur. 19 maja 1937 w Reggio nell’Emilia, zm. 29 lipca 2023 w Bolonii) – włoski polityk i fizyk, profesor, wykładowca Uniwersytetu Bolońskiego, poseł do Parlamentu Europejskiego VI i VII kadencji. Brat Romana Prodiego.

## Życiorys
Z wykształcenia fizyk, ukończył w 1959 studia na Uniwersytecie Bolońskim. W 1970 specjalizował się z zakresu pomiarów jądrowych. Zajął się działalnością naukową i dydaktyczną, w 1983 objął stanowisko profesora na wydziale fizyki Uniwersytetu Bolońskiego.
W latach 1995–2004 pełnił funkcję prezydenta prowincji Bolonia. W 2004 został posłem do Parlamentu Europejskiego z ramienia Drzewa Oliwnego jako przedstawiciel partii Margherita. Zasiadał we frakcji Porozumienie Liberałów i Demokratów na rzecz Europy, brał udział w pracach Komisji Ochrony Środowiska Naturalnego, Zdrowia Publicznego i Bezpieczeństwa Żywności oraz delegacji do wspólnej komisji parlamentarnej UE-Chorwacja. W 2007 został członkiem nowo powołanej Partii Demokratycznej. W 2009 uzyskał reelekcję do Europarlamentu z listy PD, przystępując do frakcji socjalistycznej. Mandat wykonywał do 2014.